# Комитет регионов
Комите́т регио́нов (англ. Committee of the Regions) — консультативный орган Европейского союза, созданный в 1994 году и служащий гарантом того, что местные и региональные власти принимают непосредственное участие в деятельности институтов организации.

## Роль
Комитет регионов был создан с целью приблизить Европу к своим гражданам, а также дать возможность выразить своё мнение на европейском уровне представителям местных и региональных объединений, так как именно они призваны превращать в жизнь большую часть европейского законодательства.
Согласно Маастрихтскому и Амстердамскому договорам, Европейская комиссия, а также Совет министров обязаны консультироваться с Комитетом регионов по вопросам, которые будут иметь непосредственное значение для местного и регионального уровней в следующих областях политики: социальная и экономическая сплоченность, здравоохранение, образование и культура, профессиональное образование, транспорт.
По некоторым вопросам Комитет регионов выступает с инициативными мнениями, а также следит за соблюдением принципа субсидиарности, записанным в Маастрихтском договоре, согласно которому решения должны приниматься на уровне, наиболее близком к гражданам.

## Состав
Комитет состоит из 329 членов, назначенных на 5-летний срок (возобновляемый) правительствами стран Европейского союза, которые принимают решения в условиях полной политической независимости.
| Государство | Кол-во представителей | Государство       | Кол-во представителей | Государство | Кол-во представителей |
| ----------- | --------------------- | ----------------- | --------------------- | ----------- | --------------------- |
| Германия    | 24                    | Чехия             | 12                    | Финляндия   | 9                     |
| Франция     | 24                    | Бельгия           | 12                    | Ирландия    | 9                     |
| Франция     | 24                    | Венгрия           | 12                    | Литва       | 9                     |
| Италия      | 24                    | Португалия        | 12                    | Латвия      | 7                     |
| Испания     | 21                    | Швеция            | 12                    | Словения    | 7                     |
| Польша      | 21                    | Болгария          | 12                    | Эстония     | 7                     |
| Румыния     | 15                    | Австрия           | 12                    | Кипр        | 6                     |
| Нидерланды  | 12                    | Хорватия Словакия | 9 9                   | Люксембург  | 6                     |
| Греция      | 12                    | Дания             | 9                     | Мальта      | 5                     |
| ВСЕГО       | ВСЕГО                 | ВСЕГО             | ВСЕГО                 | ВСЕГО       | 329                   |